# Sceloporus cupreus
Sceloporus cupreus är en ödleart som beskrevs av  Bocourt 1873. Sceloporus cupreus ingår i släktet Sceloporus och familjen Phrynosomatidae. Inga underarter finns listade i Catalogue of Life.